# 弘長
弘長（）は、日本の元号の一つ。文応の後、文永の前。1261年から1264年までの期間を指す。この時代の天皇は亀山天皇。鎌倉幕府将軍は宗尊親王、執権は北条長時。

## 改元
- 文応2年2月20日（ユリウス暦1261年3月22日）：辛酉革命にて改元。
- 弘長4年2月28日（ユリウス暦1264年3月27日）：文永に改元。

## 弘長期におきた出来事
元年
- 5月12日：日蓮、鎌倉幕府により伊豆の伊東へ流罪となる（伊豆法難）。
- 11月3日：北条重時死去。

3年
- 11月22日：北条時頼死去。

## 西暦との対照表
※は小の月を示す。
| 弘長元年（辛酉） | 一月      | 二月 | 三月※ | 四月  | 五月※ | 六月  | 七月  | 八月※   | 九月 | 十月※ | 十一月  | 十二月※  |           |
| ---------------- | --------- | ---- | ----- | ----- | ----- | ----- | ----- | ------- | ---- | ----- | ------- | -------- | --------- |
| ユリウス暦       | 1261/2/1  | 3/3  | 4/2   | 5/1   | 5/31  | 6/29  | 7/29  | 8/28    | 9/26 | 10/26 | 11/24   | 12/24    |           |
| 弘長二年（壬戌） | 一月※     | 二月 | 三月※ | 四月  | 五月※ | 六月  | 七月  | 閏七月※ | 八月 | 九月  | 十月※   | 十一月   | 十二月※   |
| ユリウス暦       | 1262/1/22 | 2/20 | 3/22  | 4/20  | 5/20  | 6/18  | 7/18  | 8/17    | 9/15 | 10/15 | 11/14   | 12/13    | 1263/1/12 |
| 弘長三年（癸亥） | 一月※     | 二月 | 三月※ | 四月  | 五月※ | 六月  | 七月※ | 八月    | 九月 | 十月  | 十一月※ | 十二月   |           |
| ユリウス暦       | 1263/2/10 | 3/11 | 4/10  | 5/9   | 6/8   | 7/7   | 8/6   | 9/4     | 10/4 | 11/3  | 12/3    | 1264/1/1 |           |
| 弘長四年（甲子） | 一月※     | 二月 | 三月※ | 四月※ | 五月  | 六月※ | 七月※ | 八月    | 九月 | 十月  | 十一月※ | 十二月   |           |
| ユリウス暦       | 1264/1/31 | 2/29 | 3/30  | 4/28  | 5/27  | 6/26  | 7/25  | 8/23    | 9/22 | 10/22 | 11/21   | 12/20    |           |